# Federazione CGIL, CISL, UIL

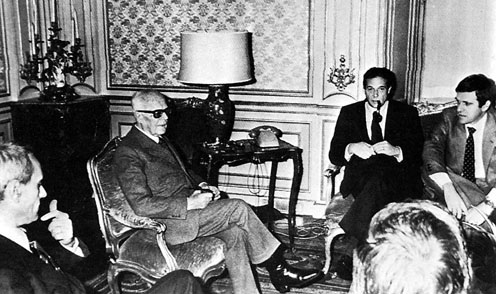
I segretari Luciano Lama (CGIL), Pierre Carniti (CISL), e Giorgio Benvenuto (UIL) con il presidente Sandro Pertini al Quirinale

La Federazione CGIL, CISL, UIL fu l'unione paritetica fra i tre sindacati confederali italiani CGIL, CISL e UIL, nata il 3 luglio 1972. Fu la prima volta dalla scissione della CGIL Unitaria che le tre confederazioni ritrovarono ufficialmente l'unità agendo come un corpo unico. La nascita della federazione fu il frutto delle spinte dei lavoratori fin dai primi anni sessanta verso l'unità sindacale. La categoria che più manifestò comportamenti e propositi unitari fu quella dei metalmeccanici.
I sindacati della federazione, nonostante gli obiettivi iniziali, rimasero perlopiù separati. La reale fusione avvenne, infatti, solo tra poche sigle categoriali dei tre sindacati confederali; tra queste la più organizzata sarà appunto la Federazione Lavoratori Metalmeccanici (FLM) dei metalmeccanici che era stata la più incline all'unione e aveva già avuto comportamenti unitari fin dai primi anni sessanta.
I rapporti si fecero meno stabili negli anni ottanta, e nel 1984 i sindacati si trovarono divisi sul taglio della scala mobile da parte del governo Craxi I. Il disaccordo sul referendum richiesto dal PCI per l'abolizione del provvedimento separò la CGIL, perlopiù a favore, da CISL e UIL, contrari. La rottura portò allo scioglimento della Federazione.

## Storia

### Prodromi, cronologia processo di unità sindacale
Il percorso che porterà alla nascita della Federazione sarà lungo quasi un decennio e ha le sue radici nei primi anni '60. La linea è quasi sempre dettata delle sigle confederali del settore metalmeccanico che sono sempre più vicine e unite nell'azione. Ecco una cronologia dei fatti più salienti.
Nel dicembre 1960 gli elettromeccanici milanesi sono protagonisti di una intensa lotta, culminata con la partecipazione di 100.000 metallurgici alla manifestazione “Natale in Piazza” decisa unitariamente dalle tre sigle confederali dei metalmeccanici FIOM (CGIL), FIM (CISL) e UILM (UIL). A seguito di quella lotta, centinaia di accordi aziendali sono siglati nelle aziende del settore.
Nel 1962, dopo l'apertura di decine di vertenze aziendali (come alla Lancia, all'Alfa Romeo, alla Siemens, alla CGE), FIOM, FIM e UILM decidono di anticipare il rinnovo del contratto nazionale.
Dopo lotte molto dure i sindacati dei metallurgici siglano con l'Intersind e l'Asap - le associazioni delle aziende a capitale pubblico - un accordo che, rompendo il fronte padronale, riconosce per la prima volta il diritto alla contrattazione articolata, anche se in termini meramente applicativi del contratto nazionale.
Nel 1965 si svolgono i congressi della CGIL e della CISL, entrambi caratterizzati da un forte dibattito sull'autonomia del sindacato e sono decise le prime regole per l'incompatibilità fra cariche politiche e sindacali.
Nel 1966 il congresso delle Acli rompe ogni colletaralismo con la DC e si pronuncia per l'unità sindacale e contro ogni forma di discriminazione verso i comunisti.
Nelle Confederazioni si infiamma il dibattito sull'autonomia sindacale.
Nel 1968 le lotte studentesche si intrecciano con le lotte dei lavoratori che, in centinaia di fabbriche, investono l'organizzazione del lavoro, i contratti, gli orari, le disuguaglianze salariali. Protagonisti di questa nuova stagione sono i comitati di base, che prima affiancano e poi sostituiscono le commissioni interne. Al Petrolchimico di Porto Marghera, alla Pirelli Bicocca di Milano e in molte altre grandi fabbriche si sperimentano nuove forme di rappresentanza, per delega diretta del gruppo omogeneo di reparto e non per sigla sindacale.
Il Primo maggio 1968 vede, per la prima volta dopo la rottura del 1948, cortei unitari di CGIL, CISL e UIL a celebrare insieme la festa del lavoro.
A seguito della “Primavera di Praga”, nel 1968, la CGIL non solo esprime la propria netta condanna contro l'invasione sovietica, ma rompe con la Federazione Sindacale Mondiale, organizzazione di ispirazione marxista, favorendo ancor più un avvicinamento verso le altre due sigle.

#### Il 1969 e l'autunno caldo
All'inizio del 1969 si conclude positivamente un'altra grande vertenza sindacale, che assume un valore emblematico della spinta egualitaria che sale dalle fabbriche: l'abolizione delle “gabbie salariali” e cioè dei salari differenziati a seconda dell'area geografica di appartenenza.
C'è ancora il tempo per il congresso della CGIL a Livorno, a cui sono presenti – in un clima euforico per l'unità sindacale – delegazioni di CISL e UIL, e arriva l'autunno caldo. L'unità sindacale è ormai nei fatti, manca solo la definitiva consacrazione congressuale.
Preceduta da migliaia di vertenze e accordi aziendali, la stagione dei contratti nazionali in autunno si avvia con un durissimo braccio di ferro alla Fiat ed esplode con piattaforme rivendicative radicalmente innovative: aumenti salariali uguali per tutti, le 40 ore settimanali, il diritto all'assemblea in fabbrica, il controllo sull'organizzazione del lavoro, la parità normativa fra operai e impiegati, le “150 ore” per il diritto all'istruzione dei lavoratori.
A queste rivendicazioni si sovrappongono lotte più generali e la partecipazione di massa è massiccia. Lo sciopero generale indetto il 19 novembre 1969 dalle tre confederazioni sindacali sulle riforme e in particolare sul diritto alla casa, registra un'adesione pressoché totale. Alla manifestazione di Roma indetta il 28 novembre da FIOM, FIM e UILM sono presenti più di centomila metalmeccanici. Nascono i consigli di fabbrica, che il nuovo sindacato unitario degli anni settanta riconoscerà come propria struttura di base.
Ormai, sembra a portata di mano la ricomposizione della frattura del 1948 e l'unità sindacale organica. Le piattaforme, le lotte, gli accordi si svolgono ovunque in modo unitario, sia a livello nazionale che territoriale. Dai luoghi di lavoro, la spinta in senso unitario è fortissima, favorita anche da un forte ricambio generazionale dei delegati e dei rappresentanti sindacali. Con l'autunno caldo il ruolo del sindacato nelle fabbriche e nella società è cresciuto enormemente.

### L'unità ritrovata
Nel maggio del 1970 è varata, sull'onda delle grandi lotte di massa e per iniziativa del Ministro socialista del Lavoro, Giacomo Brodolini, la legge 300 nota come “Statuto dei lavoratori”. Con lo Statuto dei lavoratori sono riconosciuti i diritti e le tutele fondamentali dei lavoratori: diritto all'opinione politica e sindacale, diritto all'assemblea nei luoghi di lavoro, diritto di partecipazione e di organizzazione sindacale in fabbrica, diritto al ripristino del rapporto di lavoro in caso di licenziamento senza giusta causa (art.18).
Nell'ottobre del 1970 i consigli generali delle tre confederazioni si riuniscono unitariamente a Firenze (“Firenze 1”) per esaminare la possibilità di avviare un percorso di unificazione sindacale. In particolare i sindacati metalmeccanici FIOM, FIM e UILM spingono sull'acceleratore, ma nella UIL e in larghi settori della CISL nascono forti resistenze.
Le successive riunioni nel febbraio e nel novembre 1971 dei consigli generali confederali (“Firenze 2” e “Firenze 3”) approvano documenti che indicano i tempi del congresso costituente la confederazione unitaria ma, in realtà, alla fine si ripiega su una soluzione intermedia.
Il 3 luglio 1972, a Roma, CGIL, CISL e UIL finalmente riescono faticosamente a riconquistare la tanto desiderata "unità sindacale" siglando il patto federativo che porta alla nascita della Federazione CGIL, CISL, UIL, con l'impegno da parte delle tre associazioni dei lavoratori di agire in modo quanto più possibile autonomo dai partiti politici. I tre consigli generali, in sessione unificata, avendo siglato il patto federativo, eleggono un direttivo paritetico di 90 componenti e una segreteria di 15 componenti, paritetica anch'essa.
In seguito alla nascita della federazione tutti i sindacati di categoria delle tre confederazioni si dovrebbero federare, ma ciò accadde solo per alcune categorie. Nell'ottobre del 1972 l'assemblea nazionale dei delegati metalmeccanici fonda la Federazione Lavoratori Metalmeccanici (FLM) con organismi e sedi unitarie a ogni livello.
La Federazione Cgil-Cisl-Uil garantirà la gestione unitaria delle principali vicende sindacali per tutti gli anni 70.

### Fine della federazione
L'unità dei sindacati però non resse negli anni ottanta e la prima occasione per rendere evidente il processo di riallontanamento fu dato dal "Decreto Legge di San Valentino" - promulgato dal governo di Bettino Craxi - che sanciva la modifica della scala mobile. Il PCI a quel punto si fa promotore di un referendum popolare per abrogare la legge. Già "in privato" i tre sindacati avevano mostrato diversità di vedute nei confronti del D.L. sulla scala mobile ed esse di lì a poco diverranno di dominio pubblico. Nel momento in cui infatti le forze governative guidate da Craxi (DC, PSI, PSDI, PRI, PLI) lanciano una massiccia offensiva a difesa della riforma, il PCI guidato da Enrico Berlinguer convoca tutte le forze contrarie alla riforma; arrivando all'ostruzionismo in parlamento ed allo svolgimento dello sciopero generale che vide una manifestazione a Roma con più di 700.000 partecipanti.
In questo modo CISL e UIL, guidate rispettivamente da Pierre Carniti e Giorgio Benvenuto, si schierano distintamente dalla CGIL e chiedono al segretario sindacale Luciano Lama di creare un'unica forza dei lavoratori di sinistra certamente dalla parte del governo, mentre la CGIL sta quasi tutta sul fronte opposto (al suo interno si distingue però la corrente socialista guidata da Ottaviano del Turco). Alcuni sostengono che Lama subì l'imposizione del referendum da parte del PCI, comunque la CGIL si pose all'opposto della CISL e della UIL. Le posizioni non erano più compatibili, e la Federazione, che non si era mai fusa completamente, perse subito la sua unità e cessò di esistere. Il referendum fu perso dal PCI e dalla CGIL e il decreto di San Valentino non venne abrogato, risultando una delle vittorie più nette di Craxi e del PSI. Alcune federazioni continuarono la loro esistenza, ad esempio la FLM, come puri organi di rappresentanza nei consessi internazionali ancora per qualche tempo prima di cessare la loro attività.